# تپه ترک
تپۀ تُرک (به ترکی روستای محل: تورک تپه‌سی، به‌معنی تپۀ ترک) مربوط به سده‌های نخست دوران‌های تاریخی پس از اسلام است و در شهرستان تفرش، بخش مرکزی، دهستان رودبار، روستای فرک واقع شده و این اثر در تاریخ ۱۸ اسفند ۱۳۸۷ با شمارهٔ ثبت ۲۵۰۲۹ به‌عنوان یکی از آثار ملی ایران به ثبت رسیده است.